# Ojiya
Ojiya (小千谷市, Ojiya-shi) est une ville située dans la préfecture de Niigata, sur l'île de Honshū, au Japon.

## Géographie

### Situation
La ville d'Ojiya est située dans le Centre de la préfecture de Niigata (district de Kitauonuma), au Japon.

### Municipalités limitrophes
| Nagaoka | Nagaoka   | Nagaoka |
| Nagaoka | Ojiya     | Uonuma  |
| Nagaoka | Tōkamachi | Nagaoka |

### Démographie
En août 2010, la population d'Ojiya s'élevait à 38 652 habitants répartis sur une superficie de 155,12 km2. En décembre 2023, elle était de 33 190 habitants

### Climat
Ojiya a un climat subtropical humide caractérisé par des étés chauds et humides et des hivers froids avec de fortes chutes de neige. La température moyenne annuelle à Ojiya est de 12,6 °C. La pluviométrie annuelle moyenne est de 2 263 mm, septembre étant le mois le plus humide.

## Histoire
Construite aux bords du fleuve Shinano, la partie centrale de la ville se développe à l'époque d'Edo en tant que port fluvial et relais de poste. À l'époque Meiji, la ville accueille une des premières écoles primaires publiques du pays (1868).
En 1954, la ville moderne d'Ojiya est officiellement fondée.

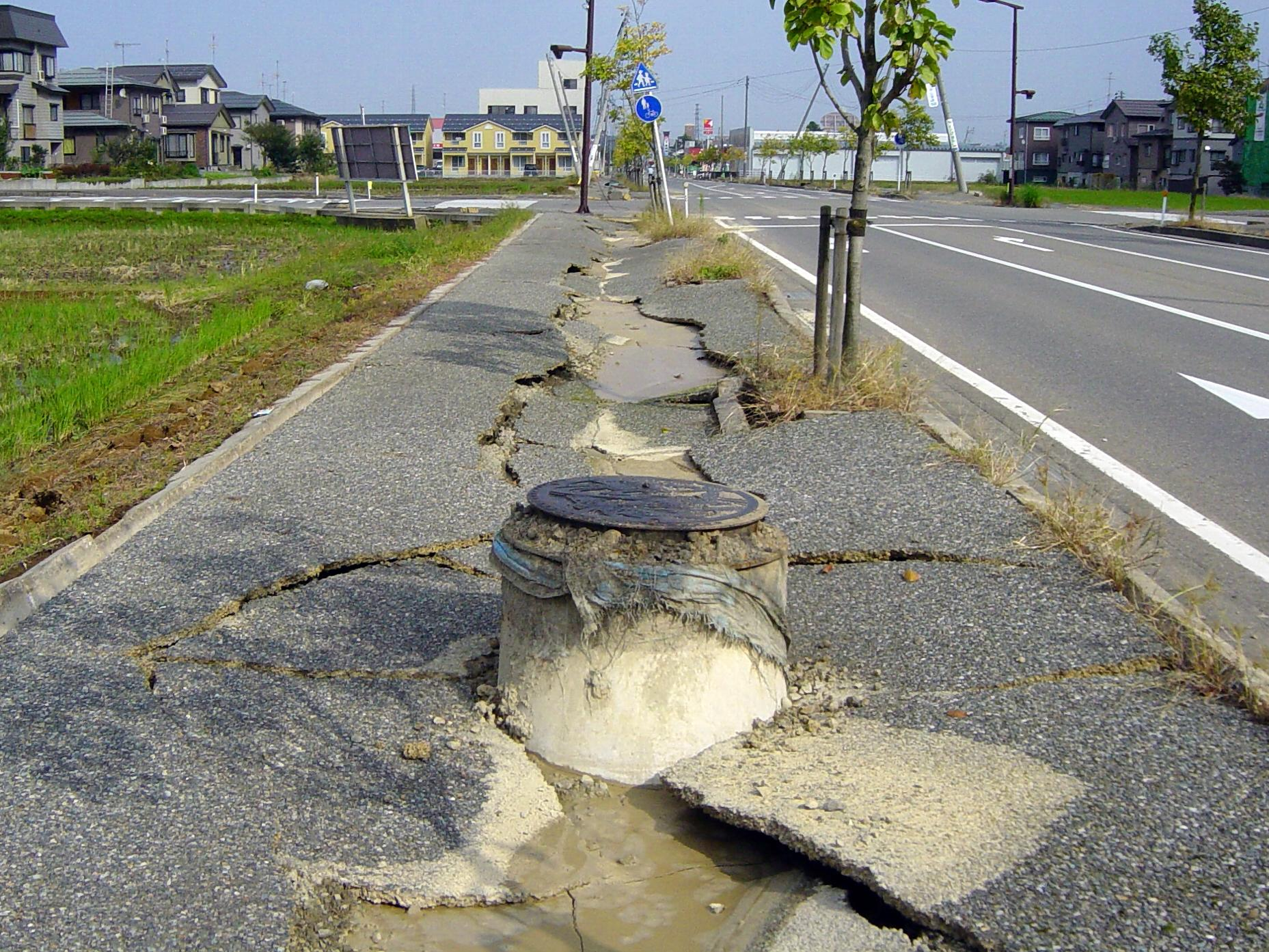
Voirie endommagée après le séisme de 2004 de Chūetsu.

Le 23 octobre 2004, le séisme de Chūetsu frappe Ojiya, provoquant plusieurs blessés et une coupure d'électricité pendant trois jours.

## Culture locale et patrimoine

### Événements

#### Katakai matsuri
Ojiya est réputée pour son spectacle de feux d'artifice : Katakai matsuri, qui a lieu chaque année au mois de septembre, et pendant lequel est tiré parmi les plus larges feux d'artifice au monde (800 mètres de diamètre).

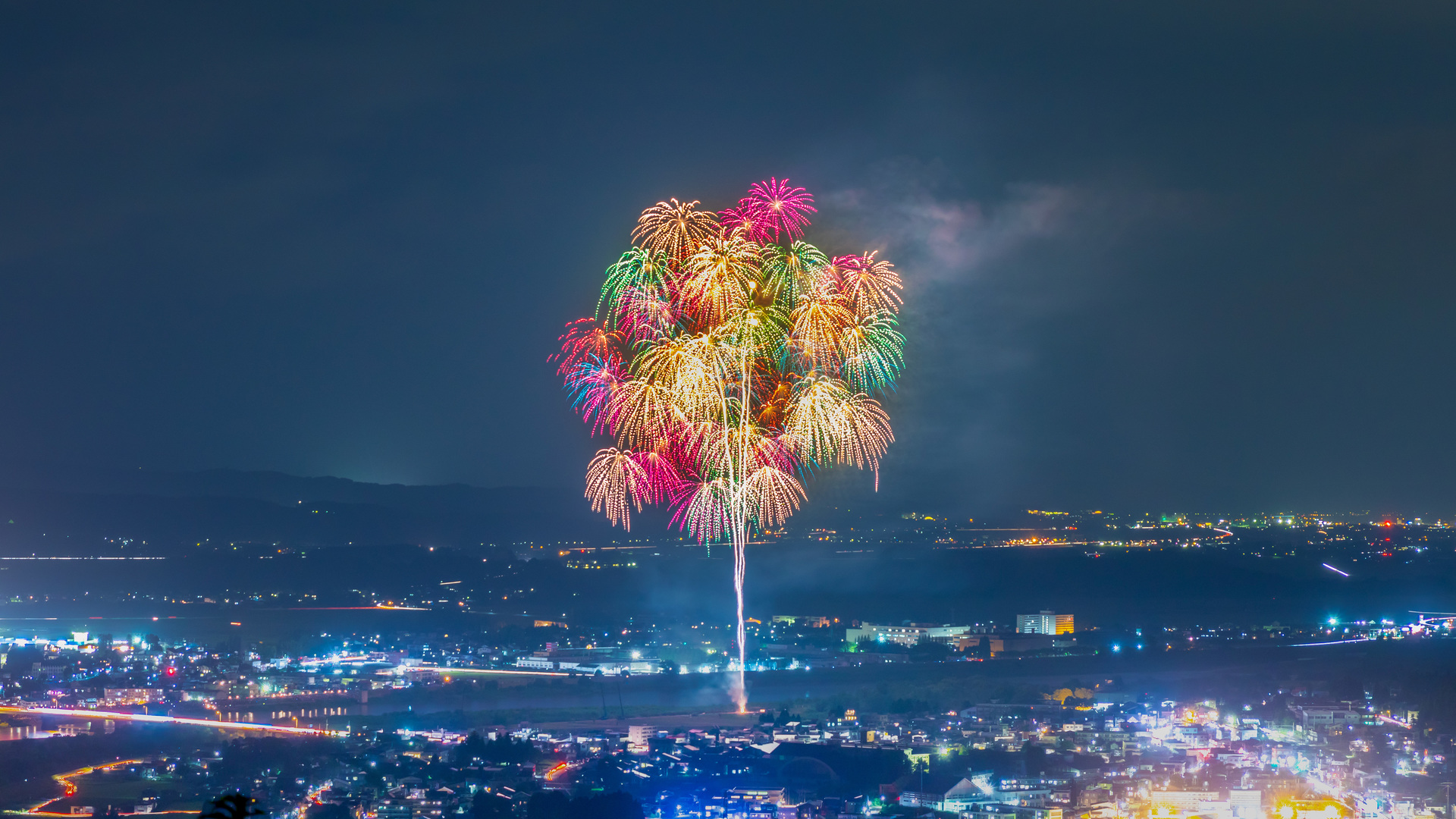
Feux d'artifice pendant le Katakai matsuri de 2019.

Le film japonais Onii-chan no Hanabi (Le feux d'artifice de mon grand frère), sorti, au Japon, en septembre 2010, se déroule au moment de ce festival. Il raconte l'histoire d'un frère qui va pendant cinq années consécutives faire lancer des feux d'artifice en hommage à sa jeune sœur décédée d'une leucémie.

#### Tōgyū
Des combats de taureaux (tōgyū ou tsunotsuki) sont organisés à Ojiya chaque année.

## Transports
La ville est desservie par les lignes Jōetsu et Iiyama de la JR East.